# Łobdowo
Łobdowo is een plaats in het Poolse district  Wąbrzeski, woiwodschap Koejavië-Pommeren. De plaats maakt deel uit van de gemeente Dębowa Łąka en telt 350 inwoners.